# Locris katangensis
Locris katangensis är en insektsart som beskrevs av William Lucas Distant 1908. Locris katangensis ingår i släktet Locris och familjen spottstritar. Inga underarter finns listade i Catalogue of Life.